# MAINICHI RT
MAINICHI RT（マイニチ アール・ティー）は、毎日新聞社が発行していたタブロイド朝刊、および有料電子版新聞である。

## 概要
毎日新聞社が、インターネットの利用者と一体になった双方向型の新聞として2010年6月1日に創刊した。「RT」はリアルタイムの新聞、あるいは後述のTwitter連動であるということから「リツイート」という意味合いが込められているが、トップページにはその他にも数多くの意味合いが掲載されていた。
毎日新聞の無料電子版「毎日jp」で掲載された記事を原則として、月曜休刊のため毎週火曜日および新聞休刊日がある場合は2日分、過去24時間に読まれたものをランキングして掲載し、読者がTwitterで投稿した感想を紙面に反映させる新趣向の新聞であった。基本的に前日の毎日新聞からのピックアップ版という趣であるが、その他一部ではあるが僚紙・スポーツニッポンからの記事や、視聴率や売り上げのランキング等の独自記事も掲載された。また英字ニュースサイト「毎日デイリーニュース」から毎週1つの記事にスポットを当てたコーナー（日曜日付け）もあった。
初期は一般ニュース中心の編成だったが、前述のとおり毎日jpでの過去24時間のニュースランキングに基づくものの為一昨日のニュースが中心で内容的には陳腐化が否めないものであった。大ニュースは、ランキング集計前の前日のニュースが掲載されることもあった。その後は特集記事、コラム、解説記事など日時が経過した記事を前面に出して、陳腐感を薄める試みがなされた。
離島を除く東京都、神奈川県、埼玉県、千葉県のみで毎日新聞直売所から宅配し、一部駅売店とサンクスの店頭で販売する紙媒体と、2011年4月26日創刊した有料電子版、を発行して発売した。AQUOSのインターネットテレビ対応モデルに、NTTコミュニケーションズと実証実験「毎日新聞×DoTV」のサービスを提供した。
2013年7月21日の社告で、「ソーシャルメディアは東日本大震災を契機に目覚ましい普及を見せ、既存メディアとの連動も進んでいる」として8月31日付で休刊するが、ツイッターの公式アカウントは維持する と発表した。

## 番組表
放送番組表は中面に2頁見開きで掲載された。休刊日の場合も、発行当日分のみの掲載で、休刊日の分は省略されていた。

### 左ページ
- 上段にNHK総合、NHKEテレ、日本テレビ、テレビ朝日、TBSテレビ、テレビ東京、フジテレビの順でハーフサイズ。
- 中段は各局の注目番組紹介の「おすすめtweet」。
- 下段はFMラジオ放送でNHK-FM、TOKYO FM、J-WAVE、InterFM、FMヨコハマ、bayfm、NACK5をハーフサイズ。

### 右ページ
- 1段目にNHK BS1、NHK BSプレミアム、BS日テレ、BS朝日、BS-TBS、BSジャパン、BSフジ。
- 2段目にWOWOWプライム、スターチャンネル1、BS11、TwellV、TBSチャンネル、TBSニュースバード、BSスカパー!。毎日放送系GAORAは紙面スペースの関係上収録していなかった。
- 3段目にJ SPORTS1・2・3・4。かつてはTOKYO MX、tvk、テレ玉、チバテレが掲載されていたが、2011年10月1日以降は掲載されなくなった。
以上ハーフサイズ。
- 4段目は中波ラジオで、NHKラジオ第1、NHKラジオ第2、TBSラジオ、文化放送、ニッポン放送、ラジオ日本、AFNがハーフサイズより少し小さめに掲載された。

### 備考
テレビ番組表は2011年7月24日の地上デジタル放送化とともに、地上波とBSともにリモコンIDキーの番号順に配列し、アナログ放送の録画予約用Gコードの掲載を終えた。

## 購読料
- 紙面版 1部100円、月ぎめ1980円（離島を除く東京都と神奈川県、千葉県、埼玉県のみ）
- 電子新聞 1部115円、月ぎめ915円（パソコン（iPad含む）、携帯電話（スマートフォン含む）、iPod touch対応）

月曜朝刊は休刊。電子版は原則日曜を除く毎日20時ごろに翌日早版（紙面にはVol1と記載あり）を更新。この翌日早版はPDFファイルで1頁の記事のみ無料で閲覧が可能であった

### 販売店（2013年8月時点）
- 離島を除く東京都、神奈川県、千葉県、埼玉県の毎日新聞販売店
- 都内のサンクスの一部154店舗
- 東京メトロ主要駅15売店
- 小田急電鉄新宿駅8売店
- 相鉄イスト（横浜駅）3売店